# Хрватско прољеће
Хрватско прољеће или Масовни покрет (Маспок) био је масовни покрет у Социјалистичкој Републици Хрватској током 1971. године. Поједини извори га описују и као националистички и сецесионистички.
Овај покрет је захтевао искључење употребе српског језика у Хрватској, и декларисао је Хрватску као националну државу Хрвата и Хрватску као наставак и наследницу средњовековне хрватске краљевине. Уживао је подршку великог дела хрватских комуниста, политичког врха Хрватске и усташке емиграције на Западу.

## Политичка природа покрета
Три почетна питања са којима је Маспок почео свој напад на федерални систем Југославије су били расподела националног дохотка оствареног туризмом у Хрватској те суме новца коју Хрватска издваја у фонд неразвијених република и покрајина у СФРЈ и питање службеног хрватског језика. Маспок је захтевао признање хрватског језика као званичног језика у Хрватској и његову ексклузивну употребу у школама, медијима и државном апарату што је значило изгон српског језика из Хрватске. Даље, Маспок је инсистирао на специфичној природи и култури Хрвата које их чине различитим од осталих југословенских етничких група. Овај покрет, пошто је уживао масовну подршку у Хрватској, је такође захтевао посебну националну хрватску банку, хрватску армију и одвојено од југословенског, представништво у Уједињеним нацијама. Матица хрватска и Хрватски тједник су ишли тако далеко да су чак публиковали нацрт устава нове хрватске државе. Матица хрватска је у новембру 1971. публиковала списак маспокових захтева: да Хрватска се дефинише као држава хрватског народа, да Хрватска има представништво у Уједињеним нацијама, да се оснује хрватска национална банка и уведе хрватски новац, да је хрватски језик језик командовања у ЈНА, да хрватски регрути служе војску само у Хрватској. Матица хрватска је у време кулминације Маспока престала да ради на заједничком речнику српскохрватског језика и одбацила Новосадски договор. Новосадски правопис српскохрватског језика је замењен хрватским правописом који су написали Стјепан Бабић, Божидар Финка и Милан Могуш а штампала Матица хрватска исте 1971. године. Подршку Маспоку је пружио и Загребачки универзитет чији су студенти били најгласнији у тој подршци.

## Развој и гушење Маспока
По неким ауторима, Маспок је био усташка побуна под покровитељством Савке Дабчевић - Кучар, врховне личности тог тренутка у Хрватској и Мике Трипала. Кучар и Трипало су били у вези са усташким вођством и свесно по њиховим директивама радили на разарању државе.. На национализам и активност Матице хрватске, Савке Дабчевић-Кучар и Мике Трипала је тада указивао водећи комуниста Хрватске - Милош Жанко. Жанко је јануара 1970 на десетом пленуму хрватских комуниста оптужио Кучареву, Трипала и Пиркера да су се уротили, заједно са Матицом хрватском, против социјализма и да раде на дестабилизацији Југославије. Уз Бакарићеву помоћ, и Брозово одобрење, Жанко је искључен из Савеза комуниста Хрватске.
У самој Хрватској против Маспока су се јавно изјаснили чланови загребачког Praxis-а (Руди Супек и Милан Кангрга, као најистакнутији чланови ове групе).
Јосип Броз је угушио Маспок, али је заузврат, учинио велики уступак хрватском национализму. Дозволио је промену назива језика у Хрватској и 1974. је конфедерализовао уставом СФРЈ и дао републикама право вета на измене устава. Устав из 1974. је изазвао велико незадовољство српског народа у целој СФРЈ. Водећи хрватски комунисти Савка Дабчевић-Кучар и Мико Трипало су били смењени са својих државних и партијских положаја а многи активисти и вође Маспока ухапшени и позатварани. Међу ухапшеним и затвореним Маспоковцима су били Фрањо Туђман и Бруно Бушић.

## Обрачун са либералима у другим републикама
Броз је искористио Маспок као изговор за гушење либералних захтева за демократизацију СФРЈ па је тако одстранио 1972. године из политичког живота српске комунисте Марка Никезића и Латинку Перовић те Словенца Станета Кавчича и Македонца Крсту Црвенковског. За владавину доживотног председника СФРЈ су били опаснији просвећени либерали и потврђени не-националисти (Никезић, Перовић) него хрватски Маспок.
Да би умирио хрватске националисте, Броз се окомио на српску интелигенцију која је указивала на подређен положај српског народа у Југославији. Питања које су постављали Добрица Ћосић и Михаило Ђурић - зашто је дата аутономија Албанцима на Косову, зашто Срби у Хрватској немају аутономију, зашто је Војводина аутономна и поред тога што су Срби већинско становништво у Војводини су довели до политичког анатемисања и судског прогона. Професор Ђурић је, поводом Маспокове ескалације хрватскога национализма и сецесионизма, упозорио да је тадашња ситуација у Југославији неповољна за Србију не само због тога што је Србија немилосрдно и неправедно била оптуживана због централизма и унитаризма у прошлости, него и због тога што јој је забрањено да поставља питање одговорности оних који су починили геноцид над српским народом. Он је такође упозорио да границе СР Србије нису националне нити историјске границе српског народа. Судски процес и пресуда професору Михаилу Ђурићу је била део политике равнотеже Брозовог режима у време када је Маспок кулминирао у Хрватској и када су многи Маспоковци били позатварани.

## Хрватско прољеће и распад Југославије
Броз је, како би умирио хрватске националисте, завио њихове захтеве у нацрт југословенског устава из 1974. Тај је устав парализовао федералну власт и пренео административни део федералне власти на југословенске републике. Језик којим је писан устав је био недовољно прецизан и јасан а сам је устав био резултат компромиса између различитих националистичких група југословенских република и покрајина. Тиме је сам устав постао основа сецесионизма.